# Swift Armour
Swift Armour es la empresa frigorífica de la Argentina, subsidiaria del grupo brasilero JBS. La empresa fue fundada en 1907 y en 2005 fue adquirida por JBS, subsidiaria argentina actualmente opera 5 plantas industriales, en octubre de 2007 la empresa anunció la compraventa del frigorífico (empresa de carnes) argentino Col-Car por $ 20,25 millones de bolívares.